# Flux de Ricci

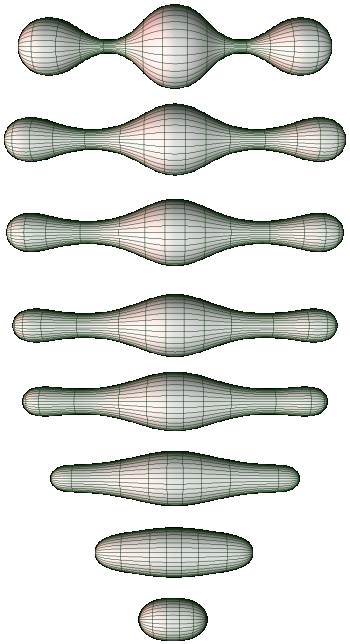
Diverses etapes del flux de Ricci en una varietat 2D.

En geometria diferencial i anàlisi geomètrica, el flux de Ricci, de vegades també anomenat flux de Ricci de Hamilton, és una determinada equació diferencial parcial per a una mètrica riemanniana. Sovint es diu que és anàloga a la difusió de la calor i a l'equació de la calor, a causa de les similituds formals en l'estructura matemàtica de l'equació. Tanmateix, no és lineal i presenta molts fenòmens que no són presents en l'estudi de l'equació de la calor.
El flux de Ricci, anomenat així per la presència del tensor de Ricci en la seva definició, va ser introduït per Richard Hamilton, que el va utilitzar durant la dècada de 1980 per demostrar nous resultats sorprenents en geometria riemanniana. Extensions posteriors dels mètodes de Hamilton per part de diversos autors van donar lloc a noves aplicacions a la geometria, inclosa la resolució de la conjectura de l'esfera diferenciable per Simon Brendle i Richard Schoen.
Arran de la possibilitat que les singularitats de les solucions del flux de Ricci poguessin identificar les dades topològiques predites per la conjectura de geometrització de William Thurston, Hamilton va produir diversos resultats a la dècada del 1990 que es dirigien a la resolució de la conjectura. El 2002 i el 2003, Grigori Perelman va presentar diversos resultats fonamentals sobre el flux de Ricci, incloent-hi una nova variant d'alguns aspectes tècnics del programa de Hamilton. El treball de Perelman es considera ara àmpliament com la demostració de la conjectura de Thurston i la conjectura de Poincaré, considerada un cas especial de la primera. Cal destacar que la conjectura de Poincaré ha estat un problema obert ben conegut en el camp de la topologia geomètrica des del 1904. Aquests resultats de Hamilton i Perelman es consideren una fita en els camps de la geometria i la topologia.

## Definició matemàtica
En una varietat llisa M, una mètrica riemanniana llisa g determina automàticament el tensor de Ricci Ricg. Per a cada element p de M, per definició gp és un producte intern definit positiu a l'espai tangent TpM en p. Si es dóna una família d'un paràmetre de mètriques riemannianes gt, aleshores es pot considerar la derivada ∂∂t gt, que assigna a cada valor particular de t i p una forma bilineal simètrica sobre TpM. Com que el tensor de Ricci d'una mètrica riemanniana també assigna a cada p una forma bilineal simètrica sobre TpM, la definició següent té sentit.
El tensor de Ricci sovint es considera com un valor mitjà de les curvatures seccionals, o com una traça algebraica del tensor de curvatura de Riemann. Tanmateix, per a l'anàlisi de l'existència i la unicitat dels fluxos de Ricci, és extremadament significatiu que el tensor de Ricci es pugui definir, en coordenades locals, mitjançant una fórmula que impliqui les derivades primera i segona del tensor mètric. Això converteix el flux de Ricci en una equació diferencial parcial definida geomètricament. L'anàlisi de l'el·lipticitat de la fórmula de coordenades locals proporciona la base per a l'existència dels fluxos de Ricci; vegeu la secció següent per al resultat corresponent.

## Existència i singularitat
Deixa {\displaystyle M} sigui una varietat tancada llisa, i sigui {\displaystyle g_{0}} sigui qualsevol mètrica riemanniana suau en {\displaystyle M} Fent ús del teorema de la funció implícita de Nash-Moser, Hamilton (1982) va demostrar el següent teorema d'existència:
- Existeix un nombre positiu {\displaystyle T} i un flux de Ricci {\displaystyle g_{t}} parametritzat per {\displaystyle t\in (0,T)} de tal manera que {\displaystyle g_{t}} convergeix a {\displaystyle g_{0}} en el {\displaystyle C^{\infty }} topologia com a {\displaystyle t} disminueix a 0.

Va demostrar el següent teorema d'unicitat:
- Si {\displaystyle \{g_{t}:t\in (0,T)\}} i {\displaystyle \{{\widetilde {g}}_{t}:t\in (0,{\widetilde {T}})\}} són dos fluxos de Ricci com en el teorema d'existència anterior, aleshores {\displaystyle g_{t}={\widetilde {g}}_{t}} per a tots {\displaystyle t\in (0,\min\{T,{\widetilde {T}}\}).}

El teorema d'existència proporciona una família d'un paràmetre de mètriques riemannianes suaus. De fet, qualsevol família d'un paràmetre d'aquest tipus també depèn suaument del paràmetre. Precisament, això diu que en relació amb qualsevol diagrama de coordenades suau {\displaystyle (U,\phi )} en {\displaystyle M}, la funció {\displaystyle g_{ij}:U\times (0,T)\to \mathbb {R} } és suau per a qualsevol {\displaystyle i,j=1,\dots ,n}.
Posteriorment, Dennis DeTurck va donar una demostració dels resultats anteriors que utilitza el teorema de la funció implícita de Banach. El seu treball és essencialment una versió riemanniana més simple de la coneguda demostració i interpretació d'Yvonne Choquet-Bruhat de la bona postura per a les equacions d'Einstein en la geometria lorentziana.
Com a conseqüència del teorema d'existència i unicitat de Hamilton, quan es donen les dades {\displaystyle (M,g_{0})}, es pot parlar sense ambigüitats del flux de Ricci en {\displaystyle M} amb dades inicials {\displaystyle g_{0}}, i es pot seleccionar {\displaystyle T} per prendre el seu valor màxim possible, que podria ser infinit. El principi darrere de pràcticament totes les aplicacions principals del flux de Ricci, en particular en la demostració de la conjectura de Poincaré i la conjectura de geometrització, és que, com que {\displaystyle t} s'aproxima a aquest valor màxim, el comportament de les mètriques {\displaystyle g_{t}} pot revelar i reflectir informació profunda sobre {\displaystyle M}.